# کدیسهد
کدیسهد (به انگلیسی: Cadishead) یک شهرک در بریتانیا است که در انگلستان واقع شده‌است. کدیسهد ۱۰٬۲۶۴ نفر جمعیت دارد.